# Mataeocephalus tenuicauda
Mataeocephalus tenuicauda är en fiskart som först beskrevs av Garman, 1899.  Mataeocephalus tenuicauda ingår i släktet Mataeocephalus och familjen skolästfiskar. IUCN kategoriserar arten globalt som livskraftig. Inga underarter finns listade i Catalogue of Life.